# Захарковский овраг
Заха́рковский овраг (Заха́рковский ручей) — бывшая малая река в районе Южное Тушино Северо-Западного административного округа Москвы, правый приток Химки на южной границе Захарковского сада. По состоянию на начало 2018 года ручей сохранился в виде небольшого залива Химкинского водохранилища напротив Северного речного вокзала. Вдоль Химкинского бульвара заключён в подземный коллектор. Своё название получил от деревни Захарково.
Длина современного залива составляет 200 метров, ширина — 80 метров. Прежняя длина ручья составляла 1,5 км с постоянным течением в низовьях. Водоток начинался на юге от станции метро «Планерная», проходил на юго-восток вдоль улицы Героев Панфиловцев, затем поворачивал на восток вдоль Химкинского бульвара. Впадал в Химку возле бывшей деревни Захарково.